# Helgaia pujoli
Helgaia pujoli är en kackerlacksart som beskrevs av Guilherme A.M.Lopes och de Oliveira 2002. Helgaia pujoli ingår i släktet Helgaia och familjen småkackerlackor. Inga underarter finns listade i Catalogue of Life.